# 第57回グラミー賞
第57回グラミー賞（だい57かいグラミーしょう、The 57th Annual Grammy Awards）は、2015年2月8日にカリフォルニア州ロサンゼルス市のステイプルズ・センターにて授賞式が行われた。司会はLL・クール・Jが2012年から引き続き担当した。
サム・スミスが主要4部門全てにノミネートされ、レコード賞、楽曲賞、新人賞を受賞。ポップ・ボーカル・アルバムにも選出され、4つの賞を受賞した。

## パフォーマンス
ファレル・ウィリアムスとラン・ラン、ハンス・ジマーによる「Happy」では、2014年8月に起きたマイケル・ブラウン射殺事件の抗議として、ファレルとダンサーが両手を挙げ「Hands Up Don't Shoot」のジェスチャーを行った。また、ケイティ・ペリーのパフォーマンス前には、バラク・オバマ大統領のビデオ・メッセージが流れ、女性への暴力と家庭内暴力の撲滅を強く訴え、過去に家庭内暴力を受けたブルック・アクステル氏も登壇した。
メディアでめったに顔を出さないSiaは今回のパフォーマンスでも後ろ向きで歌った。
パフォーマンス後にグラミーが発表した「All Performances Ranked From Worst to Best」では、1位にビヨンセの「Take My Hand, Precious Lord」が選ばれた。一方、SPIN誌はミランダ・ランバートの「Little Red Wagon」を選出している。
| アーティスト                               | 曲                                         |
| ------------------------------------------ | ------------------------------------------ |
| AC/DC                                      | - Rock or Bust - Highway to Hell           |
| Ariana Grande                              | - Just a Little Bit of Your Heart          |
| Tom Jones & Jessie J                       | - You've Lost That Lovin' Feelin'          |
| Miranda Lambert                            | - Little Red Wagon                         |
| Kanye West                                 | - Only One                                 |
| Madonna                                    | - Living for Love                          |
| Ed Sheeran                                 | - Thinking Out Loud                        |
| Electric Light Orchestra                   | - Evil Woman - Mr. Blue Sky                |
| Adam Levine & Gwen Stefani                 | - My Heart Is Open                         |
| Hozier & Annie Lennox                      | - Take Me to Church - I Put a Spell on You |
| Pharrell Williams, Lang Lang & Hans Zimmer | - Happy                                    |
| Katy Perry                                 | - By the Grace of God                      |
| Tony Bennett & Lady Gaga                   | - Cheek to Cheek                           |
| Usher                                      | - If It's Magic                            |
| Imagine Dragons                            | - Shots (live commercial from Las Vegas)   |
| Eric Church                                | - Give Me Back My Hometown                 |
| Brandy Clark & Dwight Yoakam               | - Hold My Hand                             |
| Rihanna, Kanye West & Paul McCartney       | - FourFiveSeconds                          |
| Sam Smith & Mary J. Blige                  | - Stay with Me                             |
| Juanes                                     | - Juntos (Together)                        |
| Sia                                        | - Chandelier                               |
| Beck & Chris Martin                        | - Heart is a Drum                          |
| Beyoncé                                    | - Take My Hand, Precious Lord              |
| Jon Legend & Common                        | - Glory                                    |

## 受賞・候補作
受賞は各部門最上段に太字のもの

### 総合
最優秀レコード賞 (Record of the Year)
- "Stay with Me (Darkchild Version)" - サム・スミス
- "Fancy" – イギー・アゼリア featuring チャーリーXCX
- "Chandelier" – シーア
- "Shake It Off" – テイラー・スウィフト
- "All About That Bass" – メーガン・トレイナー

最優秀アルバム賞 (Album of the Year)
- 『モーニング・フェイズ（Morning Phase）』 – ベック
- 『ビヨンセ（Beyoncé）』 - ビヨンセ
- 『x』 - エド・シーラン
- 『イン・ザ・ロンリー・アワー（In the Lonely Hour）』 - サム・スミス
- 『ガール（G I R L）』 - ファレル・ウィリアムス

最優秀楽曲賞 (Song of the Year)
- "Stay with Me" (Darkchild Version) - サム・スミス
- "All About That Bass" - メーガン・トレイナー
- "Chandelier" - シーア
- "Shake It Off" - テイラー・スウィフト
- "Take Me to Church" - ホージア

最優秀新人賞 (Best New Artist)
- サム・スミス
- イギー・アゼリア
- バスティル
- ブランディ・クラーク（英語版）
- ハイム

### ポップ
最優秀ポップ・ソロ・パフォーマンス (Best Pop Solo Performance)
- "Happy" (Live) - ファレル・ウィリアムス
- "All of Me|" (Live) - ジョン・レジェンド
- "Chandelier" – シーア
- "Stay With Me" (Darkchild Version) – サム・スミス
- "Shake It Off" – テイラー・スウィフト

最優秀ポップ・デュオ／グループ・パフォーマンス (Best Pop Duo/Group Performance)
- "Say Something" – ア・グレイト・ビッグ・ワールド＆クリスティーナ・アギレラ
- "Fancy" – イギー・アゼリア featuring チャーリーXCX
- "A Sky Full of Stars" – コールドプレイ
- "バン・バン（Bang Bang）" – ジェシー・J, アリアナ・グランデ、ニッキー・ミナージュ
- "Dark Horse" – ケイティ・ペリー featuring ジューシー・J

最優秀ポップ・ボーカル・アルバム (Best Pop Vocal Album)
- 『イン・ザ・ロンリー・アワー（In the Lonely Hour）』 – サム・スミス
- 『ゴースト・ストーリーズ（Ghost Stories）』 – コールドプレイ
- 『バンガーズ（Bangerz）』 – マイリー・サイラス
- 『マイ・エヴリシング（My Everything）』 – アリアナ・グランデ
- 『プリズム（Prism）』 – ケイティ・ペリー
- 『x』 – エド・シーラン

最優秀トラディショナル・ポップ・ボーカル・アルバム (Best Traditional Pop Vocal Album)
- 『チーク・トゥ・チーク（Cheek to Cheek）』 – トニー・ベネット＆レディー・ガガ
- 『ノスタルジア（Nostalgia）』 – アニー・レノックス
- 『Night Songs』 – バリー・マニロウ
- 『Sending You a Little Christmas』 – ジョニー・マティス
- 『パートナーズ（Partners）』 – バーブラ・ストライサンド

### ダンス／エレクトロニック
最優秀ダンス録音 (Best Dance Recording)
- "Rather Be" – クリーン・バンディット featuring ジェス・グリン（『New Eyes』所収）
- "Never Say Never" – ベースメント・ジャックス featuring ETML
- "F For You" – ディスクロージャー featuring メアリー・J. ブライジ
- "I Got U" – デューク・デュモン（英語版） featuring ジャックス・ジョーンズ（英語版）
- "Faded" – Zhu

最優秀ダンス／エレクトロニック・アルバム (Best Dance/Electronic Album)（改名）
- 『サイロ（Syro）』 – エイフェックス・ツイン
- 『While(1 Is Less Than 2)』 – デッドマウス
- 『ナブマ・ラバーバンド（Nabuma Rubberband）』 – リトル・ドラゴン
- 『Do It Again』 – ロイクソップ＆ロビン
- 『Damage Control』 – マット・ゾー（英語版）

### コンテンポラリー・インストゥルメンタル
最優秀コンテンポラリー・インストゥルメンタル・アルバム (Best Contemporary Instrumental Album)（改名、分類変更）
- 『コントラバスとマンドリン（Bass & Mandolin）』 – クリス・シーリ＆エドガー・メイヤー
- 『Wild Heart』 – ミンディ・エイベア
- 『Slam Dunk』 – ジェラルド・アルブライト
- 『ネイザン・イースト（Nathan East）』 – ネイザン・イースト
- 『Jazz Funk Soul』 – ジェフ・ローバー、チャック・ローブ、エヴァレット・ハープ

### ロック
最優秀ロック・パフォーマンス (Best Rock Performance)
- "Lazaretto" – ジャック・ホワイト
- "Gimme Something Good" – ライアン・アダムス
- "Do I Wanna Know?" – アークティック・モンキーズ
- "Blue Moon" – ベック
- "Fever" – ザ・ブラック・キーズ

最優秀メタル・パフォーマンス (Best Metal Performance)
- "The Last in Line" – テネイシャスD
- "Neon Knights" – アンスラックス
- "High Road" – マストドン
- "Heartbreaker" – モーターヘッド
- "The Negative One" – スリップノット

最優秀ロック・ソング (Best Rock Song)
- "Ain't It Fun" - パラモア
- "Blue Moon" - ベック
- "Fever" - ザ・ブラック・キーズ
- "Gimme Something Good" - ライアン・アダムス
- "Lazaretto" - ジャック・ホワイト

最優秀ロック・アルバム (Best Rock Album)
- 『モーニング・フェイズ（Morning Phase）』 - ベック
- 『ライアン・アダムス（Ryan Adams）』- ライアン・アダムス
- 『ターン・ブルー（Turn Blue）』- ザ・ブラック・キーズ
- 『Hypnotic Eye』- トム・ペティ&ザ・ハートブレイカーズ
- 『ソングス・オブ・イノセンス（Songs of Innocence）』- U2

### オルタナティヴ
最優秀オルタナティヴ・ミュージック・アルバム (Best Alternative Music Album)
- 『セイント・ヴィンセント（St. Vincent）』 – セイント・ヴィンセント
- 『ディス・イズ・オール・ユアーズ（This Is All Yours）』 – アルト・ジェイ
- 『リフレクター（Reflektor）』 – アーケイド・ファイア
- 『Melophobia』 – ケイジ・ジ・エレファント
- 『ラザレット（Lazaretto）』 – ジャック・ホワイト

### R&B
最優秀R&Bパフォーマンス (Best R&B Performance)
- "Drunk in Love" – ビヨンセ featuring ジェイ・Z（『ビヨンセ（BEYONCÉ）』所収）
- "New Flame" – クリス・ブラウン featuring アッシャー＆リック・ロス
- "It's Your World" – ジェニファー・ハドソン featuring R・ケリー
- "Like This" – レデシー（英語版）
- "Good Kisser" – アッシャー

最優秀トラディショナルR&Bパフォーマンス (Best Traditional R&B Performance)
- "Jesus Children" – ロバート・グラスパー featuring レイラ・ハサウェイ＆マルコム＝ジャマル・ワーナー（英語版）
- "As" – Marsha Ambrosius＆アンソニー・ハミルトン
- "I.R.S" – Angie Fisher
- "Nobody" – Kem
- "Hold Up Wait a Minute (Woo Woo)" – アントニーク・スミス（英語版）

最優秀R&Bソング (Best R&B Song)
- "Drunk in Love" – ビヨンセ featuring ジェイ・Z
- "Good Kisser" - アッシャー
- "New Flame" - クリス・ブラウン featuring アッシャー＆リック・ロス
- "Options" (Wolfjames Version) - ルーク・ジェイムズ（英語版）
- "The Worst" - ジェネイ・アイコ

最優秀アーバン・コンテンポラリー・ソング (Best Urban Contemporary Album)
- "G I R L" – ファレル・ウィリアムス
- "Sail Out" – ジェネイ・アイコ
- "Beyoncé" – ビヨンセ
- "X" – クリス・ブラウン
- "Mali is..." – Mali Music

最優秀R&Bアルバム (Best R&B Album)
- 『恋愛～結婚～離婚（Love, Marriage & Divorce）』- トニー・ブラクストン＆ベイビーフェイス
- 『Islander』- ベルンホフト（英語版）
- 『Lift Your Spirit』- アロー・ブラック（英語版）
- 『ブラック・レディオ 2（Black Radio 2）』- ロバート・グラスパー・エクスペリメント
- 『Give the People What They Want』- シャロン・ジョーンズ&ダップ・キングス（英語版）

### ラップ
最優秀ラップ・パフォーマンス (Best Rap Performance)
- "i" – ケンドリック・ラマー
- "3005" – チャイルディッシュ・ガンビーノ
- "0 to 100 / The Catch Up" – ドレイク
- "Rap God" – エミネム
- "All I Need Is You" – レクレー

最優秀ラップ／サング・コラボレーション (Best Rap/Sung Collaboration)
- "The Monster" – エミネム featuring リアーナ
- "Blak Majik" – コモン featuring ジェネイ・アイコ
- "Tuesday" – アイラヴマコーネン featuring ドレイク
- "Studio" – スクールボーイ・Q featuring BJ the Chicago Kid
- "Bound 2" – カニエ・ウェスト featuring Charlie Wilson

最優秀ラップ・ソング (Best Rap Song)
- "i" - ケンドリック・ラマー
- "Anaconda" - ニッキー・ミナージュ
- "Bound 2" - カニエ・ウェスト featuring Charlie Wilson
- "We Dem Boyz" - ウィズ・カリファ
- "0 to 100 / The Catch Up" - ドレイク

最優秀ラップ・アルバム (Best Rap Album)
- 『ザ・マーシャル・マザーズ・LP2（The Marshall Mathers LP 2）』 - エミネム
- 『The New Classic』 - イギー・アゼリア
- 『Because the Internet』 - チャイルディッシュ・ガンビーノ
- 『Nobody's Smiling』 - コモン
- 『Oxymoron』 - スクールボーイ・Q
- 『ブラック・ハリウッド（Blacc Hollywood）』 - ウィズ・カリファ

### カントリー
最優秀カントリー・ソロ・パフォーマンス (Best Country Solo Performance)
- "Something in the Water" – キャリー・アンダーウッド（『Greatest Hits: Decade #1』所収）
- "Give Me Back My Hometown" – エリック・チャーチ
- "Invisible" – ハンター・ヘイズ
- "Automatic" – ミランダ・ランバート
- "Cop Car" – キース・アーバン

最優秀カントリー・デュオ・グループ・パフォーマンス (Best Country Duo/Group Performance)
- "ジェントル・オン・マイ・マインド（Gentle on My Mind）" – ザ・バンド・ペリー
- "Somethin' Bad" – ミランダ・ランバート with キャリー・アンダーウッド
- "Day Drinking" – リトル・ビッグ・タウン
- "Meanwhile Back at Mama's" – ティム・マグロウ featuring フェイス・ヒル
- "Raise 'Em Up" – キース・アーバン featuring エリック・チャーチ

最優秀カントリー・ソング (Best Country Song)
- "I'm Not Gonna Miss You" - グレン・キャンベル
- "American Kids" - ケニー・チェズニー
- "Automatic" - ミランダ・ランバート
- "Give Me Back My Hometown" - エリック・チャーチ
- "Meanwhile Back at Mama's" - ティム・マグロウ featuring フェイス・ヒル

最優秀カントリー・アルバム (Best Country Album)
- 『Platinum』 – ミランダ・ランバート
- 『Riser』 – ディエクス・ベントレー（英語版）
- 『The Outsiders』 – エリック・チャーチ
- 『12 Stories』 – Brandy Clark
- 『The Way I'm Livin'』 – Lee Ann Womack

### ニューエイジ
最優秀ニューエイジ・アルバム (Best New Age Album)
- 『Winds of Samsara』 - リッキー・ケジ＆ウーター・ケラーマン（英語版）
- 『Bhakti』 - ポール・アヴァーリノス（英語版）
- 『Ritual』 - ピーター・ケイター（英語版）＆カルロス・ナカイ（英語版）
- 『シンフォニー・ライヴ・イン・イスタンブール（Symphony Live In Istanbul）』 - 喜多郎
- 『In Love and Longing』 - シルヴィア・ナカッチ＆デヴィッド・ダーリング

### ジャズ
最優秀インプロヴァイズド・ジャズ・ソロ (Best Improvised Jazz Solo)
- "Fingerprints" - チック・コリア（『トリロジー（Trilogy）』所収）
- "The Eye of the Hurricane" - ケニー・バロン（『Thrasher Dream Trio』所収）
- "You and the Night and the Music" - フレッド・ハーシュ（英語版）（『フローティング（Floating）』所収）
- "Recorda Me" - ジョー・ロヴァーノ（『The Latin Side of Joe Henderson』所収）
- "Sleeping Giant" - ブラッド・メルドー（メリアーナ名義『Mehliana: Taming the Dragon』所収）

最優秀ジャズボーカル・アルバム (Best Jazz Vocal Album)
- 『ビューティフル・ライフ（Beautiful Life）』 – ダイアン・リーヴス
- 『マップ・トゥ・ザ・トレジャー（Map to the Treasure: Reimagining Laura Nyro）』 – ビリー・チャイルズ、various artists
- 『I Wanna Be Evil』 –  ルネ・マリー（英語版）
- 『ライヴ・イン・ニューヨーク・シティ（Live in NYC）』 – グレッチェン・パーラト（英語版）
- 『パリ・セッションズ（Paris Sessions）』 –  ティアニー・サットン

最優秀ジャズ・インストゥルメンタル・アルバム (Best Jazz Instrumental Album)
- 『トリロジー（Trilogy）』 – チック・コリア・トリオ
- 『ランドマークス （Landmarks）』 – ブライアン・ブレイド＆ザ・フェローシップ・バンド
- 『フローティング（Floating）』 – フレッド・ハーシュ（英語版）・トリオ
- 『エンジョイ・ザ・ビュー（Enjoy The View）』 – ボビー・ハッチャーソン、デイヴィッド・サンボーン、ジョーイ・デフランセスコ featuring ビリー・ハート
- 『オール・ライズ（All Rise: A Joyful Elegy For Fats Waller）』 – ジェイソン・モラン（英語版）

最優秀ラージ・ジャズ・アンサンブル・アルバム (Best Large Jazz Ensemble Album)
- 『ライフ・イン・ザ・バブル（Life in the Bubble）』 – ゴードン・グッドウィンズ・ビッグ・ファット・バンド
- 『The L.A. Treasures Project』 – クレイトン・ハミルトン・ジャズ・オーケストラ
- 『Quiet Pride: The Elizabeth Catlett Project』 – ルーファス・リード
- 『アッティカ・ブルース・オーケストラ・ライブ（Live: I Hear the Sound）』 – アーチー・シェップ・アッティカ・ブルース・オーケストラ
- 『OverTime: Music of Bob Brookmeyer』 – ヴァンガード・ジャズ・オーケストラ

最優秀ラテンジャズ・アルバム (Best Latin Jazz Album)
- 『The Offense of the Drum』 - アルトゥーロ・オファリル（英語版）＆ジ・アフロ・ラテンジャズ・オーケストラ
- 『The Latin Side of Joe Henderson』 - コンラッド・ハーウィッグ（英語版） featuring ジョー・ロヴァーノ
- 『ザ・ペドリート・マルティネス・グループ（The Pedrito Martinez Group）』 - ペドリート・マルティネス・グループ
- 『Second Half』 - エミリオ・ソラ with ラ・イネスタブレ・デ・ブルックルリン
- 『New Throned King』 - ヨスヴァニー・テリー

### ゴスペル・コンテンポラリー・クリスチャン
最優秀ゴスペル・パフォーマンス／ソング (Best Gospel Performance/Song)
- "No Greater Love" – Smokie Norful
- "Help" – メアリー・メアリー featuring Lecrae
- "Sunday A.M." (Live) – Karen Clark Sheard
- "I Believe" – Mali Music
- "Love on the Radio" – The Walls Group
- "In the Raw" – Tehrah

最優秀コンテンポラリー・クリスチャンミュージック・パフォーマンス／ソング (Best Contemporary Christian Music Performance/Song)
- "Messengers" – レクレー featuring For King & Country
- "Write Your Story" – フランチェスカ・バティステリ（英語版）
- "Come as You Are" – Crowder
- "Shake" – ercyMe
- "Multiplied" – ニードトゥブリーズ

最優秀ゴスペル・アルバム (Best Gospel Album)
- 『Help』 – Erica Campbell
- 『Amazing』 (Live) – Ricky Dillard and New G
- 『Withholding Nothing』 (Live) – William McDowell
- 『Forever Yours』 – Smokie Norful
- 『Vintage Worship』 – Anita Wilson

最優秀コンテンポラリー・クリスチャン・ミュージック・アルバム (Best Contemporary Christian Music Album)
- 『Run Wild. Live Free. Love Strong.』 – For King & Country
- 『If We're Honest』 – Francesca Battistelli
- 『Hurricane』 – Natalie Grant
- 『Welcome to the New』 – MercyMe
- 『Royal Tailor』 – Royal Tailor

最優秀ルーツ・ゴスペル・アルバム (Best Roots Gospel Album)
- 『シャイン・フォー・オール・ザ・ピープル（Shine for All the People）』 – マイク・ファリス（英語版）
- 『Forever Changed』 – T・グラハム・ブラウン（英語版）
- 『Hymns』 – ゲイザー・ボーカル・バンド（英語版）
- 『A Cappella』 – The Martins
- 『His Way of Loving Me』 – Tim Menzies

### ラテン
最優秀ラテン・ポップ・アルバム (Best Latin Pop Album)
- 『タンゴス（Tangos）』 – ルーベン・ブラデス
- 『Elypse』 – Camila
- 『Raíz』 – リラ・ダウンズ、Niña Pastori、Soledad
- 『Loco de Amor』 – フアネス
- 『Gracias Por Estar Aquí』 – Marco Antonio Solís

最優秀ラテン・ロック・アーバン・オア・オルタナティヴ・アルバム (Best Latin Rock Urban or Alternative Album)
- 『Multi Viral』 – Calle 13
- 『Behind The Machine (Detrás De La Máquina)』 – ChocQuibTown
- 『Bailar En La Cueva』 – ホルヘ・ドレクスレル
- 『Agua Maldita』 – Molotov
- 『Vengo』 – Ana Tijoux

最優秀リージョナル・メキシカン・ミュージック・アルバム (Best Regional Mexican Music Album (Including Tejano))
- 『Mano A Mano – Tangos A La Manera De Vicente Fernández』 – ヴィセンテ・フェルナンデス（英語版）
- 『Lastima Que Sean Ajenas』 – Pepe Aguilar
- 『Voz Y Guitarra』 – Ixya Herrera
- 『15 Aniversario』 – Mariachi Divas de Cindy Shea
- 『Alegría Del Mariachi』 – Mariachi Los Arrieros Del Valle

最優秀トロピカル・ラテン・アルバム (Best Tropical Latin Album)
- 『Más + Corazón Profundo』 – カルロス・ヴィヴェス（英語版）
- 『50 Aniversario』 – El Gran Combo de Puerto Rico
- 『First Class To Havana』 – アイメー・ヌヴィオラ（英語版）
- 『Live』 – Palo!
- 『El Asunto』 – Totó La Momposina

### アメリカーナ・ミュージック
最優秀アメリカン・ルーツ・パフォーマンス (Best American Roots Performance)（新設）
- "A Feather's Not a Bird" – ロザンヌ・キャッシュ（英語版）（『The River & the Thread』所収）
- "Statesboro Blues" – グレッグ・オールマン＆タジ・マハール
- "And When I Die" – Billy Childs featuring アリソン・クラウス＆ジェリー・ダグラス
- "The Old Me Better" – ケブ・モ featuring the California Feet Warmers
- "Destination" – ニッケル・クリーク

最優秀アメリカン・ルーツ・ソング (Best American Roots Song)
- "A Feather's Not a Bird" - ロザンヌ・キャッシュ（英語版）（『The River & the Thread』所収）
- "Just So Much" - Jesse Winchester
- "The New York Trains" - Del McCoury Band
- "Pretty Little One" - Steve Martin and the Steep Canyon Rangers featuring Edie Brickell
- "Terms of My Surrender" - John Hiatt

最優秀アメリカーナ・アルバム (Best Americana Album)
- 『The River & the Thread』 – ロザンヌ・キャッシュ（英語版）
- 『Terms of My Surrender』 – John Hiatt
- 『BluesAmericana』 – Keb' Mo'
- 『A Dotted Line』 – Nickel Creek
- 『Metamodern Sounds in Country Music』 – スタージル・シンプソン

最優秀ブルーグラス・アルバム (Best Bluegrass Album)
- 『The Earls of Leicester』 – The Earls of Leicester
- 『Noam Pikelny Plays Kenny Baker Plays Bill Monroe』 – Noam Pikelny
- 『Cold Spell』 – Frank Solivan and Dirty Kitchen
- 『Into My Own』 – Bryan Sutton
- 『Only Me』 – Rhonda Vincent

最優秀ブルース・アルバム (Best Blues Album)
- 『ステップ・バック〜ルーツ2（Step Back）』 – ジョニー・ウィンター
- 『Common Ground: Dave Alvin & Phil Alvin Play and Sing the Songs of Big Bill Broonzy』 – Dave Alvin and Phil Alvin
- 『Promise of a Brand New Day』 – Ruthie Foster
- 『Juke Joint Chapel』 – チャーリー・マッスルホワイト
- 『Decisions』 – Bobby Rush with Blinddog Smokin'

最優秀フォーク・アルバム (Best Folk Album)
- 『Remedy』 – オールド・クロウ・メディスン・ショー（英語版）
- 『Three Bells』 – Mike Auldridge、Jerry Douglas、Rob Ickes
- 『Follow the Music』 – Alice Gerrard
- 『The Nocturne Diaries』 – Eliza Gilkyson
- 『A Reasonable Amount of Trouble』 – Jesse Winchester

最優秀リージョナル・ミュージック・アルバム (Best Regional Music Album)
- 『The Legacy』 – ジョー・エル・ソニエ（英語版）
- 「Light the Stars』 – Bonsoir, Catin
- 『Hanu 'A'ala』 – Kamaka Kukona
- 『Love's Lies』 – Magnolia Sisters
- 『Ceremony』 – Joe Tohonnie Jr.

### レゲエ
最優秀レゲエ・アルバム (Best Reggae Album)
- 『フライ・ラスタ（Fly Rasta）』 - ジギー・マーリー（英語版）
- 『Back On the Controls』 - リー・ペリー
- 『フル・フリークエンシー（Full Frequency）』 - ショーン・ポール
- 『Out of Many, One Music』 - シャギー
- 『The Reggae Power』 – スライ&ロビー＆ Spicy Chocolate
- 『Amid the Noise and the Haste』 - SOJA

### ワールドミュージック
最優秀ワールドミュージック・アルバム (Best World Music Album)
- 『イヴ（Eve）』 - アンジェリーク・キジョー
- 『トゥマニ＆シディキ（Toumani & Sidiki）』 - トゥマニ・ジャバテ＆シディキ・ディアバト
- 『Our World in Song』 - Wu Man、ルイス・コンテ、ダニエル・ホウ（英語版）
- 『マジック（Magic）』 - セルジオ・メンデス
- 『トレース・オブ・ユー（Traces of You）』 - アヌーシュカ・シャンカール（英語版）

### チルドレンズ
最優秀チルドレンズ・アルバム (Best Children's Album)
- 『マララ：教育のために立ち上がり、世界を変えた少女（I Am Malala: How One Girl Stood Up For Education And Changed The World）』（子供向けオーディオブック版） – マララ・ユスフザイ、Neela Vaswani
- 『Appetite For Construction』 – The Pop Ups
- 『Just Say Hi!』 – Brady Rymer And The Little Band That Could
- 『The Perfect Quirk』 – Secret Agent 23 Skidoo
- 『Through The Woods』 – The Okee Dokee Brothers

### スポークン・ワード
最優秀スポークン・ワード・アルバム (Best Spoken Word Album (Includes Poetry, Audio Books and Story Telling))
- 『Diary of a Mad Diva』 – ジョーン・リバーズ
- 『Actors Anonymous』 – ジェームズ・フランコ
- 『アクションを起こそう（A Call to Action）』 – ジミー・カーター
- 『Carsick: John Waters Hitchhikes Across America』 – ジョン・ウォーターズ
- 『A Fighting Chance』 – エリザベス・ウォーレン
- 『We Will Survive: True Stories of Encouragement, Inspiration, and the Power of Song』 – グロリア・ゲイナー

### コメディ
最優秀コメディ・アルバム (Best Comedy Album)
- 『Mandatory Fun』 – アル・ヤンコビック
- 『ジム・ガフィガンの趣味：食べること（Obsessed）』 – ジム・ガフィガン（英語版）
- 『Oh My God』 – ルイ・C・K
- 『Tragedy Plus Comedy Equals Time』 – パットン・オズワルト
- 『We Are Miracles』 – サラ・シルバーマン

### ミュージカル・ショー
最優秀ミュージカル劇場アルバム (Best Musical Theater Album)
- 『ビューティフル（Beautiful: The Carole King Musical）』
- 『アラジン（Aladdin）』
- 『紳士のための愛と殺人の手引き（A Gentleman's Guide to Love and Murder）』
- 『ヘドウィグ・アンド・アングリーインチ（Hedwig and the Angry Inch）』
- 『ウエスト・サイド物語（West Side Story）』

### ビジュアルメディア向け
最優秀コンピレーション・サウンドトラック（ビジュアルメディア向け）(Best Compilation Soundtrack for Visual Media)
- 『アナと雪の女王 (サウンドトラック)（Frozen）』 – Various Artists
- 『アメリカン・ハッスル（American Hustle）』 –Various Artists
- 『ジェームス・ブラウン 最高の魂を持つ男（Get on Up）』 – ジェームス・ブラウン
- 『ガーディアンズ・オブ・ギャラクシー (サウンドトラック)（Guardians of the Galaxy: Awesome Mix Vol. 1）』 – Various Artists
- 『ウルフ・オブ・ウォールストリート（The Wolf of Wall Street）』 – Various Artists

最優秀スコア・サウンドトラック（ビジュアルメディア向け）(Best Score Soundtrack for Visual Media)
- 『グランド・ブダペスト・ホテル：オリジナル・サウンドトラック（The Grand Budapest Hotel: Original Soundtrack）』 – アレクサンドル・デスプラ（作曲者）
- 『アナと雪の女王 (サウンドトラック)（Frozen）』 – クリストフ・ベック（作曲者）
- 『ゴーン・ガール：オリジナル・サウンドトラック（Gone Girl: Soundtrack from the Motion Picture）』 – トレント・レズナー、アッティカス・ロス（作曲者）
- 『ゼロ・グラビティ（Gravity: Original Motion Picture Soundtrack）』 – スティーヴン・プライス（作曲者）
- 『ウォルト・ディズニーの約束（Saving Mr. Banks）』 – トーマス・ニューマン（作曲者）

最優秀ソング（ビジュアルメディア向け）(Best Song Written for Visual Media)
- イディナ・メンゼル "レット・イット・ゴー（Let It Go）"（『アナと雪の女王』より） - クリステン・アンダーソン＝ロペス、ロバート・ロペス（ソングライター）
- Tegan and Sara featuring ザ・ロンリー・アイランド "Everything Is Awesome" （『LEGO ムービー』より） - Joshua Bartholomew、Lisa Harriton、Shawn Patterson、アンディ・サムバーグ、アキヴァ・シェイファー、Jorma Taccone（ソングライター）
- エド・シーラン "アイ・シー・ファイア（I See Fire）" （『ホビット 竜に奪われた王国（The Hobbit: The Desolation of Smaug）』より） – エド・シーラン（ソングライター）
- グレン・キャンベル "I'm Not Gonna Miss You" （『Glen Campbell: I'll Be Me』より） – グレン・キャンベル、Julian Raymond（ソングライター）
- スカーレット・ヨハンソン＆ホアキン・フェニックス "The Moon Song" （『her/世界でひとつの彼女（Her）』より） - Spike Jonze、Karen O（ソングライター）

### 作曲・編曲
最優秀インストゥルメンタル作曲 (Best Instrumental Composition)
- "The Book Thief" ジョン・ウィリアムズ（作曲者）(ジョン・ウィリアムズ指揮『やさしい本泥棒：サウンドトラック』所収）
- "Last Train To Sanity" スタンリー・クラーク（作曲者）(スタンリー・クラーク・バンド『Up』所収）
- "Life In The Bubble"  ゴードン・グッドウィン（英語版）（作曲者）（ゴードン・グッドウィンズ・ビッグ・ファット・バンド『ライフ・イン・ザ・バブル（Life in the Bubble）』所収）
- "Recognition" ルーファス・リード（英語版）（作曲者）（ルーファス・リード『Quiet Pride』所収）
- "Tarnation" クリス・シーリ＆エドガー・メイヤー（作曲者）（クリス・シーリ＆エドガー・メイヤー『Bass & Mandolin』所収）

最優秀編曲（インストゥメンタルもしくはアカペラ）(Best Arrangement, Instrumental or a Cappella)（改名）
- "Daft Punk" Ben Bram、Mitch Grassi、Scott Hoying、Avi Kaplan、Kirstie Maldonado、Kevin Olusola（編曲者）（ペンタトニックス『PTX, Vols. 1 & 2』所収）
- "Beautiful Dreamer" Pete McGuinness（編曲者）（The Pete McGuinness Jazz Orchestra）
- "Get Smart" ゴードン・グッドウィン（英語版）（編曲者）（ゴードン・グッドウィンズ・ビッグ・ファット・バンド『ライフ・イン・ザ・バブル（Life in the Bubble）』所収）
- "Guantanamera" アルフレッド・ロドリゲス（編曲者）（アルフレッド・ロドリゲス）
- "Moon River" Chris Walden（編曲者）（エイミー・ディクソン（英語版））

最優秀編曲（インストゥメンタルおよびボーカル）(Best Arrangement, Instruments And Vocals)（改名）
- "New York Tendaberry" (ビリー・チャイルズ Featuring ルネ・フレミング＆ヨーヨー・マ) - ビリー・チャイルズ
- "All My Tomorrows" (Jeremy Fox Featuring Kate McGarry) - Jeremy Fox
- "Goodnight America" (Mary Chapin Carpenter) - ヴィンス・メンドーザ
- "Party Rockers" (Gordon Goodwin's Big Phat Band) - Gordon Goodwin
- "What Are You Doing The Rest Of Your Life?" (The Pete McGuinness Jazz Orchestra) - Pete McGuinness

### クラフト
最優秀録音パッケージ (Best Recording Package)
- パール・ジャム『ライトニング・ボルト（Lightning Bolt）』 - ジェフ・アメン、Don Pendleton、Joe Spix、Jerome Turner（アート・ディレクター）
- The Muddy Basin Ramblers『Formosa Medicine Show』 - David Chen、Andrew Wong（アート・ディレクター）
- ピクシーズ『インディ・シンディ（Indie Cindy）』 - ヴォーン・オリヴァー（英語版）（アート・ディレクター）
- FKAツイッグス『LP1』  - FKA Twigs、Phil Lee（アート・ディレクター）
- パッセンジャー『Whispers』 - Sarah Larnach（アート・ディレクター）

最優秀ボックスドもしくは特別限定版パッケージ (Best Boxed or Special Limited Edition Package)
- Various Artists『The Rise and Fall of Paramount Records, Volume One (1917–27)』 - Susan Archie、Dean Blackwood、ジャック・ホワイト
- Various Artists『Cities of Darkscorch』 - Leland Meiners、Ken Shipley
- ニール・ヤング『A Letter Home (vinyl box set)』 - Gary Burden、Jenice Heo
- Imogen Heap『Sparks (deluxe album box set)』 - Andy Carne
- グレイトフル・デッド『Spring 1990』 - Jessica Dessner、Lisa Glines、Doran Tyson、Steve Vance

最優秀アルバム・ノーツ (Best Album Notes)
- ジョン・コルトレーン『Offering: Live At Temple University』 - アシュリー・カーン（英語版）
- Isham Jones Rainbo Orchestra『Happy: The 1920 Rainbo Orchestra Sides』 - David Sager
- Various Artists『I'm Just Like You: Sly's Stone Flower 1969–70』 - Alec Palao
- Various Artists『The Other Side Of Bakersfield: 1950s & 60s Boppers and Rockers from 'Nashville West』 - Scott B. Bomar
- Various Artists『Purple Snow: Forecasting the Minneapolis Sound』 - Jon Kirby
- Various Artists『The Rise & Fall Of Paramount Records, Volume One (1917–27)』 - Scott Blackwood

### ヒストリカル
最優秀ヒストリカル・アルバム (Best Historical Album)
- ハンク・ウィリアムズ『The Garden Spot Programs』 - Colin Escott、Cheryl Pawelski（コンピレーション・プロデューサー）。Michael Graves（マスタリング・エンジニア）。
- Various Artists『Black Europe: The Sounds And Images Of Black People In Europe Pre-1927』 - Jeffrey Green、Ranier E. Lotz、Howard Rye（コンピレーション・プロデューサー）。Christian Zwarg（マスタリング・エンジニア）。
- Isham Jones Rainbo Orchestra『Happy: The 1920 Rainbo Orchestra Sides』 - Meagan Hennessey、Richard Martin（コンピレーション・プロデューサー）。Richard Martin
- Various Artists『Longing for the Past: The 78 RPM Era In Southeast Asia』 - Steven Lance Ledbetter、 David Murray（コンピレーション・プロデューサー）。Michael Graves（マスタリング・エンジニア）。
- Various Artists『There's A Dream I've Been Saving: Lee Hazlewood Industries 1966 – 1971 (Deluxe Edition)』 - Hunter Lea、Patrick McCarthy、Matt Sullivan（コンピレーション・プロデューサー）。John Baldwin（マスタリング・エンジニア）。

### 制作
最優秀エンジニアド・アルバム（非クラシカル） (Best Engineered Album, Non-Classical)
- ベック『モーニング・フェイズ（Morning Phase）』 - トム・エルムハースト（英語版）、David Greenbaum、Florian Lagatta、Cole Marsden、Greif Neill、Robbie Nelson、Darrell Thorp、Cassidy Turbin、Joe Visciano（エンジニア）。Bob Ludwig（マスタリング・エンジニア）。

最優秀プロデューサー（非クラシカル） (Producer of the Year, Non-Classical)
- マックス・マーティン

最優秀リミックス・レコーディング（非クラシカル） (Best Remixed Recording, Non-Classical)
- ジョン・レジェンド "All Of Me" (Tiësto's Birthday Treatment Remix) - ティエスト

### 制作（サラウンド・サウンド）
最優秀サラウンド・サウンド・アルバム (Best Surround Sound Album)
- ビヨンセ『ビヨンセ（Beyoncé）』- Elliot Scheiner（サラウンド・ミックス・エンジニア）。Bob Ludwig（サラウンド・マスタリング・エンジニア）。ビヨンセ・ノウルズ（サラウンド・プロデューサー）。
- ウラディーミル・アシュケナージ and Philharmonia Orchestra『Beppe: Remote Galaxy』  - Morten Lindberg（サラウンド・ミックス・エンジニア）。Morten Lindberg（サラウンド・マスタリング・エンジニア）。Morten Lindberg（サラウンド・プロデューサー）。
- David Miles Huber『Chamberland: The Berlin Remixes』  - David Miles Huber（サラウンド・ミックス・エンジニア兼サラウンド・マスタリング・エンジニア兼サラウンド・プロデューサー）
- ピンク・フロイド『対（20周年記念デラックス・エディション）（The Division Bell (20th Anniversary Deluxe Box Set)）』 - Damon Iddins、Andy Jackson（サラウンド・ミックス・エンジニア）。Damon Iddins、Andy Jackson（サラウンド・マスタリング・エンジニア）。
- Song Zuying、Yu Long、China Philharmonic Orchestra『Epics Of Love』- Hans-Jörg Maucksch（サラウンド・ミックス・エンジニア兼サラウンド・マスタリング・エンジニア）。Günter Pauler（サラウンド・プロデューサー）。
- ベンジャミン・ザンダー＆フィルハーモニア管弦楽団『マーラー：交響曲第2番「復活」（Symphony No. 2 'Resurrection'）』 - Michael Bishop（サラウンド・ミックス・エンジニア）。Michael Bishop（サラウンド・マスタリング・エンジニア）。Elaine Martone（サラウンド・プロデューサー）。

### 制作（クラシカル）
最優秀エンジニアド・アルバム（クラシカル） (Best Engineered Album, Classical)
- 『ヴォーン・ウィリアムズ：われらに平和を与えたまえ；交響曲第4番；揚げひばり（Dona Nobis Pacem; Symphony No. 4; The Lark Ascending）』（ロバート・スパーノ、Norman Mackenzie、アトランタ交響楽団および合唱団） - Michael Bishop

プロデューサー・オブ・ザ・イヤー（クラシカル） (Producer of the Year, Classical)
- Judith Sherman

### クラシカル
最優秀オーケストラ・パフォーマンス (Best Orchestral Performance)
- 『アダムズ：シティ・ノワール（City Noir）』 (セントルイス交響楽団) - デイヴィッド・ロバートソン（指揮者）
- 『デュティユー：交響曲第1番；チェロ協奏曲「遥かなる遠い国へ」；時間の影（Symphony No. 1; Tout un monde lointain...; The Shadows Of Time）』 (シアトル交響楽団) - Ludovic Morlot（指揮者）
- 『ドヴォルザーク:：交響曲第8番（Symphony No. 8）；ヤナーチェク：組曲「イェヌーファ」（Symphonic Suite From Jenůfa）』 (ピッツバーグ交響楽団) - マンフレート・ホーネック（指揮者）
- 『シューマン : 交響曲全集（Symphonien 1–4）』 (ベルリン・フィルハーモニー管弦楽団) - サイモン・ラトル（指揮者）
- 『Sibelius: Symphonies Nos. 6 and 7; Tapiola』 (アトランタ交響楽団) - Robert Spano（指揮者）

最優秀オペラ録音 (Best Opera Recording)
- Charpentier: La descente d'Orphée aux enfers (Boston Early Music Festival Chamber Ensemble; Boston Early Music Festival Vocal Ensemble) - Paul O'Dette and Stephen Stubbs（指揮）。Aaron Sheehan（歌唱）。Renate Wolter-Seevers（プロデューサー）。
- Milhaud: L'Orestie D'Eschyle (University of Michigan Percussion Ensemble and University of Michigan Symphony Orchestra; University of Michigan Chamber Choir, University of Michigan Orpheus Singers, University of Michigan University Choir and UMS Choral Union) - Kenneth Kiesler, conductor; Dan Kempson, Jennifer Lane, Tamara Mumford, Brenda Rae and Tim Handley
- Rameau: Hippolyte et Aricie (Orchestra of the Age of Enlightenment; The Glyndebourne Chorus) - William Christie, Sarah Connolly, Stéphane Degout, Christiane Karg, Ed Lyon, Katherine Watson and Sébastien Chonion
- Schönberg: Moses und Aron (SWR Sinfonieorchester Baden-Baden und Freiburg; EuropaChorAkademie) - Sylvain Cambreling, Andreas Conrad, Franz Grundheber and Reinhard Oechsler
- Strauss: Elektra (Staatskapelle Dresden; Sächsischer Staatsopernchor Dresden) - Christian Thielemann, Evelyn Herlitzius, Waltraud Meier, René Pape, Anne Schwanewilms and Magdalena Herbst

最優秀コーラル・パフォーマンス (Best Choral Performance)
- 『ロシア正教のクリスマス礼拝（The Sacred Spirit of Russia）』 (Conspirare) - Craig Hella Johnson
- Bach: Matthäus-Passion ((Werner Güra and Johannes Weisser; Akademie Für Alte Musik Berlin; Rias Kammerchor and Staats-Und Domchor Berlin) - René Jacobs
- Dyrud: Out of Darkness (Erlend Aagaard Nilsen and Geir Morten Øien; Sarah Head and Lars Sitter; Nidaros Cathedral Choir) - Vivianne Sydnes
- Holst: First Choral Symphony; The Mystic Trumpeter (Susan Gritton; BBC Symphony Orchestra; BBC Symphony Chorus) - アンドルー・デイヴィス, Stephen Jackson
- Mozart: Requiem Mass in D minor (Matthew Brook, Rowan Hellier, Thomas Hobbs and Joanne Lunn; Dunedin Consort) - John Butt

最優秀チェンバー・ミュージック／スモール・アンサンブル・パフォーマンス (Best Chamber Music/Small Ensemble Performance)
- 『27の小品～ ヒラリー・ハーン・アンコール（In 27 Pieces – The Hilary Hahn Encores）』 - ヒラリー・ハーン and Cory Smythe
- Dreams and Prayers - David Krakauer and A Far Cry
- Martinů: Cello Sonatas Nos. 1–3 - スティーヴン・イッサーリス and オッリ・ムストネン
- Partch: Castor and Pollux - Partch
- Sing Thee Nowell - New York Polyphony

最優秀クラシカル・インストゥルメンタル・ソロ (Best Classical Instrumental Solo)
- 『Play』 - Jason Vieaux
- All The Things You Are - レオン・フライシャー
- The Carnegie Recital - ダニール・トリフォノフ
- Dutilleux: Tout un monde lointain... (Seattle Symphony) - Xavier Phillips; Ludovic Morlot
- Toccatas - Jory Vinikour

最優秀クラシカル・ソロ・ボーカル・アルバム (Best Classical Solo Vocal Album)
- Douce France (Carl Bagge, Margareta Bengston, Mats Bergström, Per Ekdahl, Bengan Janson, Olle Linder and Antoine Tamestit) - Anne Sofie Von Otter and Bengt Forsberg
- Porpora: Arias (Cecilia Bartoli; Venice Baroque Orchestra) - Philippe Jaroussky and Andrea Marcon
- Schubert: Die Schöne Müllerin - Florian Boesch and Malcolm Martineau
- Stella Di Napoli (Chœur De L'Opéra National De Lyon; Orchestre De L'Opéra National De Lyon) - Joyce DiDonato and Riccardo Minasi
- Virtuoso Rossini Arias (Kaunas City Symphony Orchestra) - Lawrence Brownlee and Constantine Orbelian

最優秀クラシカル・コンペディアム (Best Classical Compendium)
- Partch: Plectra and Percussion Dances - Partch; John Schneider
- Britten To America - Jeffrey Skidmore and Colin Matthews
- Mieczysław Weinberg - Giedrė Dirvanauskaitė, Daniil Grishin, ギドン・クレーメル, Daniil Trifonov and Manfred Eicher
- Mike Marshall and The Turtle Island Quartet - Mike Marshall, Turtle Island Quartet and Mike Marshall
- The Solent – Fifty Years Of Music By Ralph Vaughan Williams - Paul Daniel and Andrew Walton

最優秀コンテンポラリー・クラシカル・コンポジション (Best Contemporary Classical Composition)
- Adams, John Luther: Become Ocean (Ludovic Morlot and Seattle Symphony) - John Luther Adams
- Clyne, Anna: Prince of Clouds (Jaime Laredo, Jennifer Koh, Vinay Parameswaran and Curtis 20/21 Ensemble) - Anna Clyne
- Crumb, George: Voices From The Heartland (Ann Crumb, Patrick Mason, James Freeman and Orchestra 2001) - ジョージ・クラム
- Paulus, Stephen: Concerto for Two Trumpets and Band (Eric Berlin, Richard Kelley, James Patrick Miller and UMASS Wind Ensemble) - Stephen Paulus
- Sierra, Roberto: Sinfonía No. 4 (Giancarlo Guerrero and Nashville Symphony) - Roberto Sierra

### ミュージック・ビデオ／フィルム
最優秀ミュージック・ビデオ (Best Music Video)
- ファレル・ウィリアムス "Happy" - We Are From LA（ビデオ・ディレクター）。Kathleen Heffernan、Solal Micenmacher、Jett Steiger、Cedric Troadec（ビデオ・プロデューサー）。
- アーケイド・ファイア "We Exist" – David Wilson（ビデオ・ディレクター）。Sue Yeon Ahn、Jason Baum（ビデオ・プロデューサー）。
- DJ Snake ＆リル・ジョン "Turn Down for What" – Daniel Kwan、Daniel Scheinert（ビデオ・ディレクター）。Judy Craig、Jonathan Wang、Candance Ouaknine、Bryan Younce（ビデオ・プロデューサー）。
- Sia "Chandelier" – Sia Furler、Daniel Askill（ビデオ・ディレクター）。Jennifer Heath、Jack Hogan（ビデオ・プロデューサー）。
- Woodkid featuring Max Richter "The Golden Age" – Yoann Lemoine（ビデオ・ディレクター）。Kathleen Heffernan、Roman Pichon Herrera、Christine Miller、Annabel Rosier（ビデオ・プロデューサー）。

最優秀ミュージック・フィルム (Best Music Film)
- ダーレン・ラヴ、メリー・クレイトン、リサ・フィッシャー、ジュディス・ヒル『バックコーラスの歌姫たち（20 Feet from Stardom）』 – モーガン・ネヴィル（ビデオ・ディレクター）。Gil Friesen、Caitrin Rogers（ビデオ・プロデューサー）。
- ビヨンセ＆ジェイ・Z『Beyoncé and Jay Z: On the Run Tour』
- コールドプレイ『ゴースト・ストーリーズ ライヴ 2014（Ghost Stories Live 2014）』
- P!NK『The Truth About Love Tour: Live From Melbourne』

### 特別賞
ミュージケアーズ・パーソン・オブ・ザ・イヤー
- ボブ・ディラン

生涯業績賞
- ビージーズ
- ピエール・ブーレーズ
- バディ・ガイ
- ジョージ・ハリスン
- フラコ・ヒメネス
- ルービン・ブラザーズ
- ウェイン・ショーター